# Végh Antal

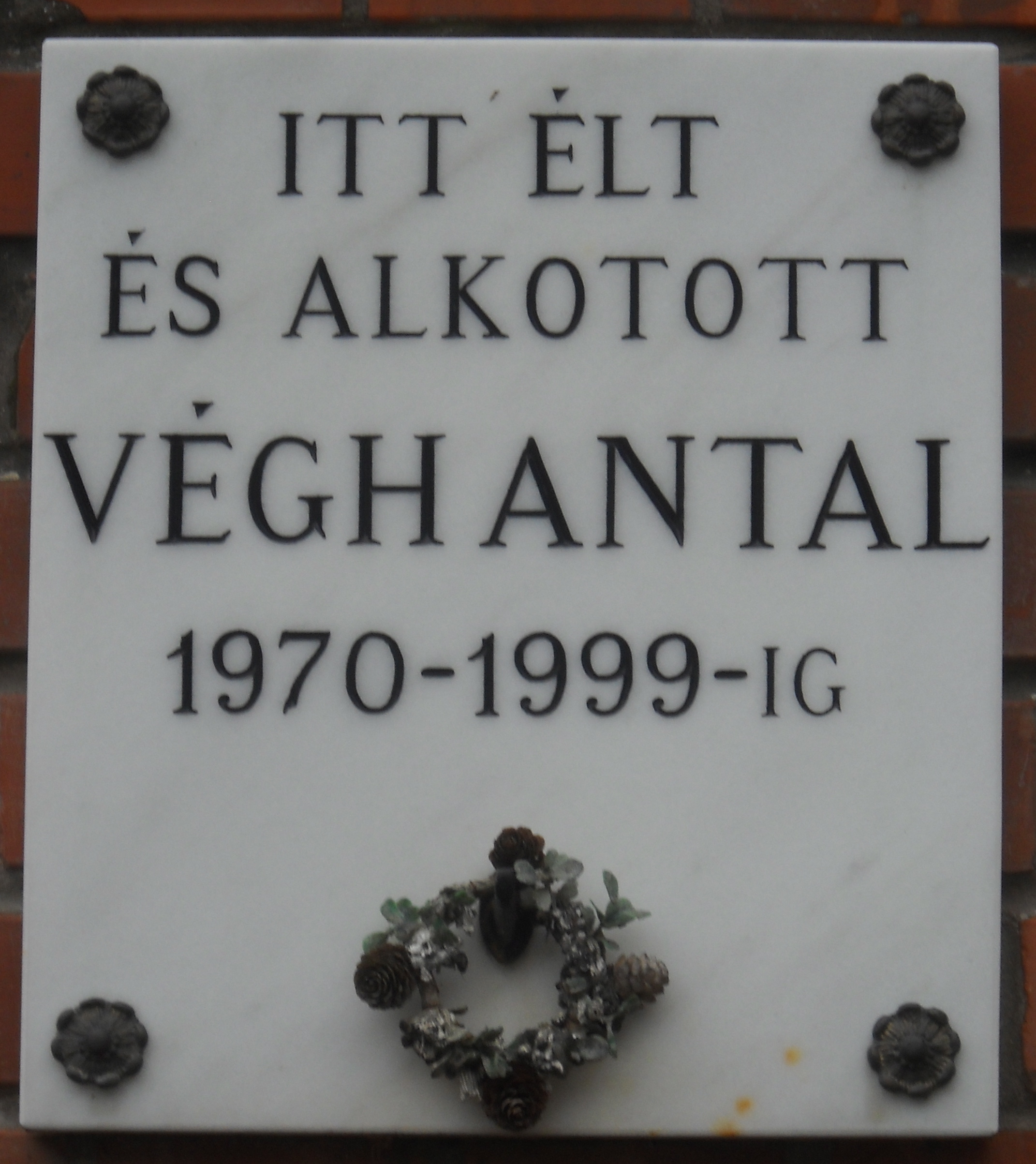
Végh Antal emléktáblája egykori lakhelyén, a Lipótmezei út 8/a szám alatt

Végh Antal (Jánkmajtis, 1933. október 14. – Budapest, 2000. december 19.) magyar író, szociográfus, pedagógus, újságíró.

## Élete
A nagy múltú debreceni kollégium diákja volt. 1952-től Újfehértón, majd a nyíregyházi gimnáziumban tanított. 1962-től Budapesten szabadfoglalkozású író.
1974-ben jelent meg talán legnagyobb vitát kiváltó, az egész magyar közvéleményt megmozgató szociografikus esszéje, a Miért beteg a magyar futball? Véleménynyilvánításra késztető, állásfoglalásra kényszerítő, az egész ábrázolt világot modellértékűen tárja olvasói elé, őszintén felfedve a gondokat, megoldásra váró kérdéseket; szenvedélyes gondolkodásra és vitára ingerelt az államszocializmus viszonyai között.
1989-től az Új Idő főszerkesztője.
Szülőföldjének hagyományait és szokásait néprajzi hitelességgel örökítette meg. A paraszti életforma változásairól adott realista képet. Szociológiai érzékenysége rámenős kíváncsisággal párosult. Keményen figyelmeztetett némely vidékek, illetve társadalmi rétegek elmaradottságára, az átalakuló falu gondjaira.

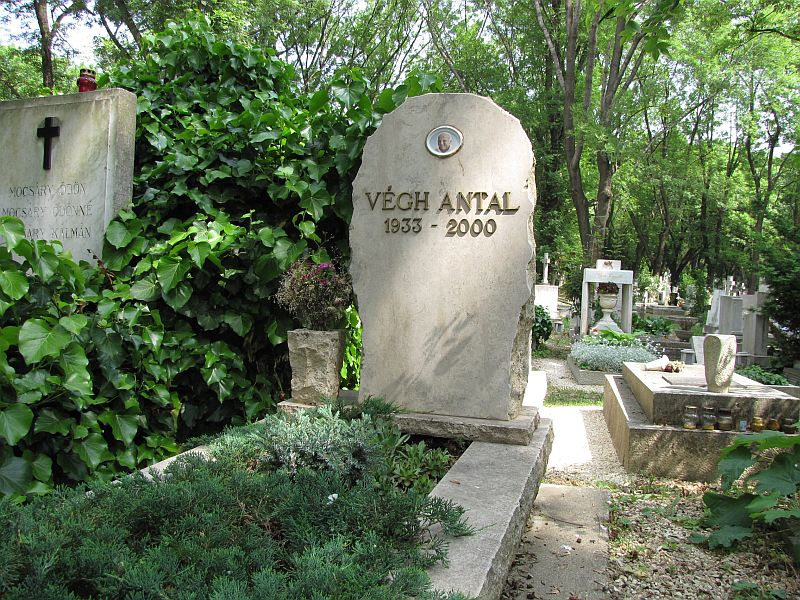
Végh Antal sírja Budapesten. Farkasréti temető: 8/2-2-13.

## Díja
- A Művészeti Alap Irodalmi Díja (1981)

## Művei
- Korai szivárvány (1963)
- Kékszemű élet (1963)
- Nyugtalan homok (1965)
- Ár és iszap (1968)
- Csillagösvényen (1969)
- Bekötőút (1969)
- Aranyalma (1971)
- Egyedül a kastélyban (1971)
- Erdőháton, Nyíren (1972)
- Északi utakon (1973)
- Miért beteg a magyar futball? (1974)
- Galamb és béka (1975)
- Ökörsirató (1975)
- Színvallatás (1975)
- Jégzajlás (1977)
- A leltár (1977)
- Száz szatmári parasztétel (1978)
- Az almafákat évente kell metszeni (1979)
- Kilencven perc (1979)
- Akkor májusban esett a hó (1979)
- Imádság a vadlibákért (1980)
- Nyugati utakon (1980)
- Ha az Isten Nyulat adott… (1981)
- Szép volt, fiúk! (1981)
- Több nap, mint kolbász (1982)
- Terülj, asztalkám (1983)
- Vándorbot (1984)
- Forgatás (1985)
- Kenyér és vászon (1986)
- Gyógyít(6)atlan? (1986)
- Könyörtelenül (1986)
- Mit ér az ember hit nélkül? (1987)
- Az utolsó konzílium (1987)
- Helyőrség az isten háta mögött (1988)
- De mi lesz a harangokkal? (1988)
- Hortobágyi mesterségek (1988)
- Akkor is, ha egyedül maradok (1988)
- A galambház (1990)
- Ölbeülni? Dorombolni? (1992)
- Móricz Zsigmond szekerén (1992)
- (Csurka ) István a király? (1993)
- Fekete szivárvány (1996)
- Nincs béke az almafák alatt(1996)
- Ötkarikás szemmel (olimpiai napló) (1996)
- Miért nem szeretem Varga Zoltánt, (1997)
- Miért nem szeretem Horn Gyulát? (1997)
- Azt mondta, hogy igyi szudá (1998)
- Kruzlics engem úgy segéljen (1999)
- Korkép (Mi újság a Fradinál?) (1999)
- Megmondom őszintén (politikai arcképcsarnok) (1999)
- Fehérgyarmat tangót jár (2000)
- Miért vesztettek Puskásék? (2000)
- Megfigyeltem (2000)
- Hol jártál, mikor az ég zengett? (2001)
- Gyémánthó (válogatott novellák) (2001)
- Vadrózsa (válogatott novellák) (2002)
- Szatmári parasztételek; Babits, Szekszárd, 2003